# ساری‌آغاج (قزاقستان)
ساری‌آغاج (قزاقی: Сарыағаш, ساریاعاش)  یک شهرک در قزاقستان است که در استان ترکستان واقع شده‌است. این شهرک ۲۵۹۱۴ نفر جمعیت دارد.